# Moorhausen (Varel)
Moorhausen ist ein Stadtteil von Varel im Landkreis Friesland in Niedersachsen.

## Lage
Der Ort liegt zwischen dem nördlich gelegenen Dangast und dem südlich gelegenen Kernbereich von Varel. Im Westen befindet sich der Vareler Ortsteil Dangastermoor. Der nahegelegene Jadebusen ist lediglich drei Kilometer entfernt.

## Geschichte
Der Lokalhistoriker August Osterloh nennt Moorhausen "eine verhältnismäßig junge Bauerschaft". Die Besiedlung habe demnach zum Großteil erst zwischen 1860 und 1880 eingesetzt. In den Jahrhunderten zuvor seien allerdings bereits beträchtliche landwirtschaftliche Flächen durch Eindeichungen gewonnen worden. Angesichts des moorigen Bodens sei die Nutzung jedoch beschwerlich gewesen. Bis ins 21. Jahrhundert hinein bilde die Landwirtschaft die wirtschaftliche Grundlage für die Moorhauser, so Osterloh.
1912/13 erhielt Moorhausen eine eigene Schule, die am 8. Mai 1913 eingeweiht wurde. Zuvor waren die Kinder in Dangast und Dangastermoor zur Schule gegangen. Das Klinkergebäude verfügte über zwei Klassenräume und Lehrerwohnungen sowie einen Schulgarten. Am 31. Juli 1973 wurde die Schule nach Reformen geschlossen.
Moorhausen war bis zum 30. Juni 1972 Teil der Gemeinde Varel-Land.